# مظلة هبوط

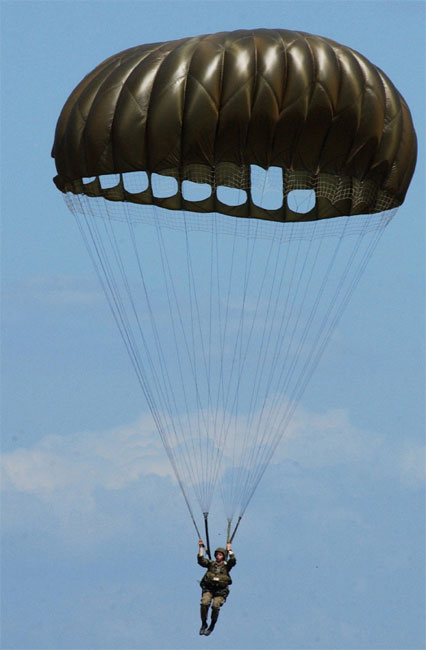
مظلة الهبوط.

مِظَلَّة الهبُوط أو المِهْبَطة هو أداة تستعمل لتقليل سرعة الأشياء أثناء الهبوط من مكان مرتفع مثل الطائرة.